# دومينيك صموئيل
دومينيك صموئيل (بالإنجليزية: Dominic Samuel) (1 أبريل 1994 بساوثوورك في المملكة المتحدة - ) هو لاعب كرة قدم بريطاني في مركز الهجوم. شارك مع منتخب إنجلترا تحت 19 سنة لكرة القدم. أما مع النوادي، فقد لعب مع كوفنتري سيتي وكولتشستر يونايتد ونادي ريدنغ ونادي غيلينغهام وداغنهام وريدبريدج.

## وصلات خارجية
- دومينيك صموئيل على موقع قاعدة بيانات كرة القدم.إي يو (الإنجليزية)
- دومينيك صموئيل على موقع Soccerbase.com (لاعب) (الإنجليزية)
- دومينيك صموئيل على موقع Soccerway.com (الإنجليزية)
- دومينيك صموئيل على موقع عالم كرة القدم.نت (الإنجليزية)